# Hydaticus transversalis
Hydaticus transversalis es una especie de escarabajo del género Hydaticus, familia Dytiscidae. Fue descrita científicamente por Pontoppidan en 1763.
Habita en Europa y norte de Asia (excepto China).